# Грант, Кэри
Кэри Грант (англ. Cary Grant, при рождении А́рчибальд Алек Лич (англ. Archibald Alec Leach); 18 января 1904 года, Бристоль — 29 ноября 1986 года, Давенпорт) — англо-американский актёр и артист водевилей. Икона популярной культуры, кинозвезда. В 1942 году стал натурализированным гражданином Соединённых Штатов. В 1999 году Американский институт киноискусства поместил Гранта на вторую строчку в рейтинге «величайших актёров Голливуда» (после Хамфри Богарта).
Грант начал сценическую карьеру в 1920 году, когда присоединился к труппе «The Penders», с которой он первоначально выступал по стране. В начале 1920-х годов они совершили тур по Соединённым Штатам, куда Грант решил переселиться на постоянное место жительства. В течение нескольких лет он успешно выступал как артист водевилей, а в 1922 году дебютировал на Бродвее в постановке Better Times. Десять лет спустя он впервые появился на большом экране, сыграв в комедии «Эта ночь». В 1930-е годы Грант стал одним из ведущих актёров жанра бурлескной комедии, появившись в «Ужасной правде» (1937) и «Воспитании крошки» (1938). На более позднем этапе своей карьеры выбирал фильмы более серьёзного, более ностальгического характера. Благодаря сотрудничеству с Альфредом Хичкоком в 1940-х и 1950-х годах он появлялся в таких картинах, как «Подозрение» (1941), «Дурная слава» (1946), «Поймать вора» (1955), «К северу через северо-запад» (1959). В 1966 году он ушёл из мира кино, начав заниматься предпринимательской деятельностью. За всю свою карьеру Грант дважды номинировался на премию «Оскар» за лучшую мужскую роль. В 1970 году был удостоен почётного «Оскара» за выдающиеся достижения в кинематографе.
Грант появился в 72 фильмах, из которых наиболее важными в его карьере являются: «Я не ангел» (1933), «Ужасная правда» (1937), «Воспитание крошки» (1938), «Только у ангелов есть крылья» (1939), «Его девушка Пятница» (1940), «Филадельфийская история» (1940), «Грошовая серенада» (1941), «Подозрение» (1941), «Дурная слава» (1946), «Солдат в юбке» (1949), «Мартышкин труд» (1952), «Поймать вора» (1955), «Гордость и страсть» (1957), «К северу через северо-запад» (1959) и «Шарада» (1963).

## Биография

### Молодость и семья
Арчибальд Алек Лич родился 18 января 1904 года по адресу 15 Hughenden Road в Хорфилде — северном пригороде английского  Бристоля. Был вторым ребёнком в семье Элиаса Джеймса Лича (1873—1935) и Элси Марии Лич (урождённой Кингдон, 1877—1973). Отец работал портным на швейной фабрике, а мать, происходившая из семьи плотников, была швеёй. Старший брат Джон Уильям Элиас Лич (1899—1900) умер в результате туберкулёзного менингита . Грант отчасти считал себя евреем. У него было тяжёлое детство: отец был алкоголиком, а мать страдала от клинической депрессии.
Мать научила его петь и танцевать в четыре года, и ей очень хотелось, чтобы он брал уроки игры на фортепиано. Время от времени она брала своего сына в кино, где он восхищался выступлениями Чарли Чаплина, Честера Конклина, Форда Стерлинга, Мака Суэйна, Роско Арбакла, Брончо Билли Андерсона. По исполнении четырёх с половиной лет был отправлен в Bishop Road Primary School.
Биограф Гранта Грэм Маккэн утверждал, что его мать «не могла проявлять любовь или принимать её». Биограф Джеффри Уонселл отмечает, что Элси сильно винила себя в смерти старшего сына и никогда не могла себе этого простить. Грант признавал, что сложные отношения с матерью оказали непосредственное влияние на его последующие контакты с женщинами. Она косо смотрела на алкоголь и табак и уменьшала сумму карманных денег за малейшую провинность. Грант объяснял её поведение по отношению к нему чрезмерной опекой, опасаясь, что потеряет его, как и Джона.
Когда Гранту исполнилось девять, Джеймс Лич поместил жену в Glenside Hospital, психиатрическое учреждение, сначала объяснив сыну, что она уехала в «долгий отпуск», а затем по совету двоюродных братьев, что умерла от сердечного приступа. Грант рос, обижаясь на свою мать, особенно после того, как она ушла из семьи. После этого события они переехали в дом бабушки в Бристоле . Год спустя отец вновь женился и завёл новую семью. Незадолго до своей смерти в 1935 году, когда сыну был 31 год, он признался Гранту во лжи и заявил, что Элси Мария Лич жива и находится в психиатрическом учреждении. Актёр, вскоре после того, как узнал, где находится женщина, в июне 1935 года принял меры, чтобы вытащить её из больницы. Он посетил мать в Англии в октябре 1938 года после окончания съёмок «Ганга Дина».

### Образование и «The Penders»
Из-за родительского отчуждения у Гранта были трудности в установлении социальных контактов в юности, и он сильно переживал по этому поводу. Ему нравился театр, особенно пантомимы, поставленные на Рождество, которые он посещал с отцом. Летом 1910 года он сдружился с труппой акробатических танцоров под названием «The Penders» или «Bob Pender Stage Troupe». Он стал ходулистом и присоединился к групповому туру. Во время двухнедельного выступления в берлинском театре Wintergarten в 1914 году был замечен режиссёром Джесси Ласки, который тогда работал на Бродвее. В первый год выступлений с труппой играл в пантомиме «Джек и бобовый стебель» в Королевском театре.
В 1915 году Грант выиграл стипендию, благодаря которой мог посещать Fairfield Grammar School в Бристоле. Его отец потратил последние сбережения на школьную форму. Благодаря приятной внешности и акробатическому таланту, он был популярен среди одноклассников, которые прозвали его «Gussie». Активно участвовал в спортивных мероприятиях колледжа, заработал репутацию повесы, часто отказывался делать домашнее задание и не любил большинство предметов. Вечера проводил, работая за кулисами бристольских театров, и в 1917 году, когда ему было 13 лет, отвечал за освещение спектаклей иллюзиониста Дэвида Деванта в Bristol Empire. В театре появился при любой возможности. Чтобы как можно меньше думать о своей несчастной юношеской жизни, летом 1917 года он вызвался работать посыльным и гидом в военном порту Саутгемптона. Время, проведённое там, пробудило его желание путешествовать; желая покинуть Бристоль, он попробовал себя в роли юнги, но ему было отказано из-за юного возраста.
13 марта 1918 года Грант был исключен из Fairfield Grammar School. Было приведено несколько причин, в том числе пребывание в женском туалете и помощь в ограблении магазина двум товарищам в соседнем городе Алмондсбери. Через три дня после инцидента он присоединился к труппе Пендера. Отец Гранта, узнав об этом, подписал трёхлетний контракт между сыном и труппой, который обеспечивал еженедельную выплату с предоставлением жилья и пищи, а также уроков танцев и других занятий по профессии, пока он не достиг совершеннолетия. Контракт включал пункт о возможности повышения ставки в зависимости от результатов работы.

### 1920-е и 1930-е года
Вся кинокарьера Гранта была связана с Голливудом. В подростковом возрасте он примкнул к труппе бродячих акробатов, перебрался за океан и некоторое время выступал в бродвейских мюзиклах. Вскоре он выработал своеобразную манеру произношения, которую именуют среднеатлантическим выговором и нередко пародируют.
Когда актёр в 1932 году впервые попал в Голливуд, боссы компании «Paramount Pictures» придумали ему сценический псевдоним «Кэри Грант». Это была неточная анаграмма имени Гэри Купера, в котором они видели его потенциального соперника. Слава пришла довольно случайно — звезда Мэй Уэст потребовала, чтобы именно Грант сыграл её любовника в картинах «Она обошлась с ним нечестно» (1933) и «Я не ангел» (1934).

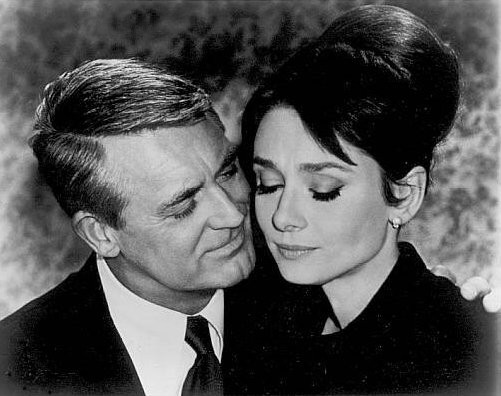
С Одри Хепбёрн в фильме «Шарада» (1963)

### Расцвет кинокарьеры
В 1935 году истек срок действия контракта с Paramount, и актёр перезаключил его на неслыханных условиях — он оставлял за собой право участвовать в проектах конкурирующих компаний и тем самым контролировать подбор ролей для себя. Подобная независимость привела к тому, что ни одна из студий не считала нужным лоббировать его интересы при вручении «Оскаров» — и он так никогда и не получил награду «с игры». Кроме названных преференций, Грант вслед за Джеймсом Стюартом выбил для себя право получать процент от сборов с фильмов, в которых он принимал участие.
В конце 1930-х основную часть фильмов Гранта составляли комедии, а точнее — фарсы. В 1940 году он сыграл одну из своих самых известных ролей, в «Филадельфийской истории», а два года спустя — самую любимую, в фильме «Только одинокое сердце». Тогда же началось сотрудничество с Альфредом Хичкоком, который признавался, что вообще актёров не любит и не уважает, за единственным исключением Гранта. Среди его работ у Хичкока — фильмы «Подозрение» (1941), «Дурная слава» (1946), «Поймать вора» (1955), «К северу через северо-запад» (1959).

### Последние работы и смерть
В 1960-е годы Грант оставался одним из самых высокооплачиваемых актёров Голливуда. Ян Флеминг признавался, что Грант послужил одним из прототипов агента 007, однако играть его актёр отказался, ссылаясь на возраст: в 1962 году, когда на экраны вышла первая часть «бондианы», Гранту было почти 60 лет. Последними крупными фильмами с его участием был детектив «Шарада» (1963) с участием Одри Хепбёрн и ремейк комедии «Иди, а не беги» (1966). После их выхода на экраны актёр заявил о завершении своей кинокарьеры.
В 1970 году Американская академия киноискусства запоздало присудила ему почетный «Оскар» за «необыкновенное мастерство с уважением и признательностью от коллег». Уже на пенсии Грант стал членом совета директоров косметической компании Faberge, в которую вложил немалую часть собственных денег.
В последние годы Грант жил уединенно, практически не давал интервью. Для разнообразия он решил устроить прощальный тур по городам Америки. В конце ноября 1986 года 82-летний Грант посетил город Давенпорт, штат Айова, где на местном телевидении ему должны были посвятить 90-минутную программу «Разговор с Кэри Грантом» с кадрами из картин с его участием. На репетиции 29 ноября актёр чувствовал себя хорошо, но после её окончания стал ослабевать. Был немедленно доставлен в госпиталь святого Люка, где и умер от обширного инсульта в 23:22. Грант кремирован, прах развеян над его домом и над океаном. Своё наследство Грант оставил единственной дочери и последней супруге.

## Личная жизнь
Парадоксально, но привлекательность Гранта и его популярность у противоположного пола росли с годами. Кэри Грант пять раз был женат. Его супругами были актрисы Вирджиния Черрилл (1934—1935), Бетси Дрейк (1949—1962), Дайан Кэннон (1965—1966, в этом браке у Гранта родилась дочь Дженнифер), светская знаменитость Барбара Хаттон (1942—1945) и Барбара Харрис.

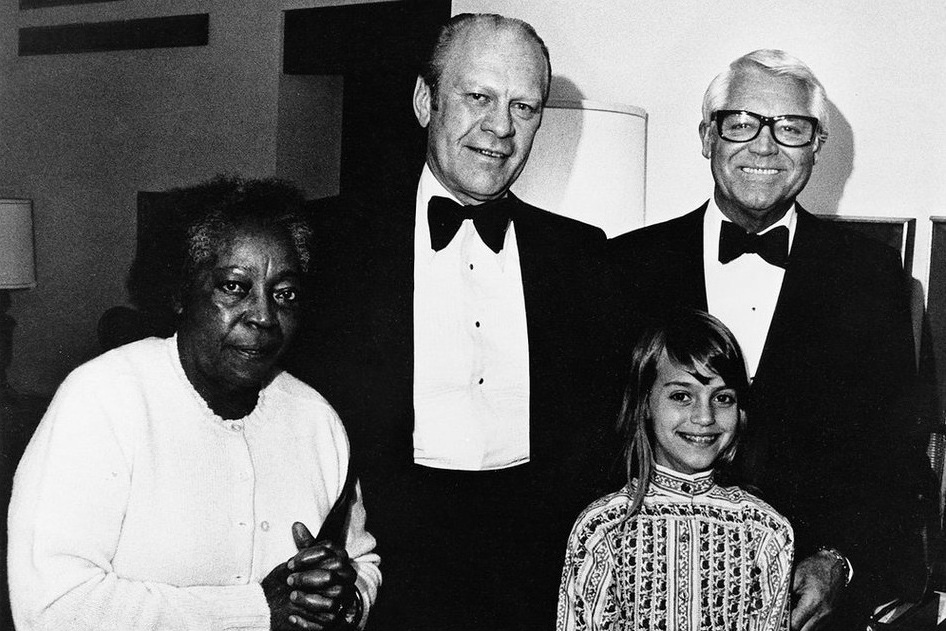
Грант (справа) с дочерью на встрече с президентом США Джеральдом Фордом, 1976 год

Впервые Грант женился на актрисе Вирджинии Черрилл, с которой прожил всего год. Во время бракоразводного процесса она обвинила его в насилии, что тут же подхватили СМИ. Грант впал в долговременную депрессию, даже посещал психоаналитика. Вследствие этого инцидента актёр до конца своих дней периодически принимал наркотические препараты, какое-то время ЛСД.
Самый скандальный брак Гранта состоялся с эксцентрической миллионершей Барбарой Хаттон. Вокруг говорили о том, что Грант «отхватил лакомый кусочек», но сам он позже говорил:
Я знаю, что нас называли «Cash and Cary» [«Наличка» и Кэри, прозвище вдвойне обидное ещё и потому, что в английском созвучно «cash and carry» — «заплати и уноси», как называют универмаги самообслуживания], но я никогда не просил у Барбары ни пенни. Я женился не ради денег, слава Богу, это правда. Возможно, что когда я женился, то не руководствовался здравым смыслом, но деньги не играли здесь никакой роли.
После развода Грант даже старался финансово поддерживать Хаттон, как мог.
Помимо немалого количества браков, Грант был известен также и своими романами. Так, вступив в отношения с Софи Лорен во время съёмок фильма «Гордость и страсть» (1957), он взял её на роль в фильме «Плавучий дом» (1958) вместо своей жены, Бетси Дрейк, которая написала сценарий к этому фильму. Но ещё до конца съёмок фильма «Гордость и страсть» отношения распались (что создало проблемы на съёмочной площадке «Плавучего дома»), Грант безуспешно пытался их восстановить, но Софи Лорен вышла замуж за продюсера Карло Понти.
Несмотря на многочисленные браки Гранта, в Голливуде никогда не утихали спекуляции о его гомосексуальных предпочтениях, в частности, о романе с актёром Рэндольфом Скоттом. Однако дочь актёра Дженнифер заявила в 2011 году, что её отец никогда не увлекался мужчинами, а слухи о романе с актёром Рэндольфом Скоттом — всего лишь слухи. Грант, как всегда, хладнокровно обсуждал выдуманную прессой гомосексуальность: «У меня нет планов писать собственную автобиографию, я оставляю эту работу другим. Уверен, они смогут сделать из меня гомосексуалиста, нацистского шпиона или ещё кого-нибудь».

## Избранная фильмография

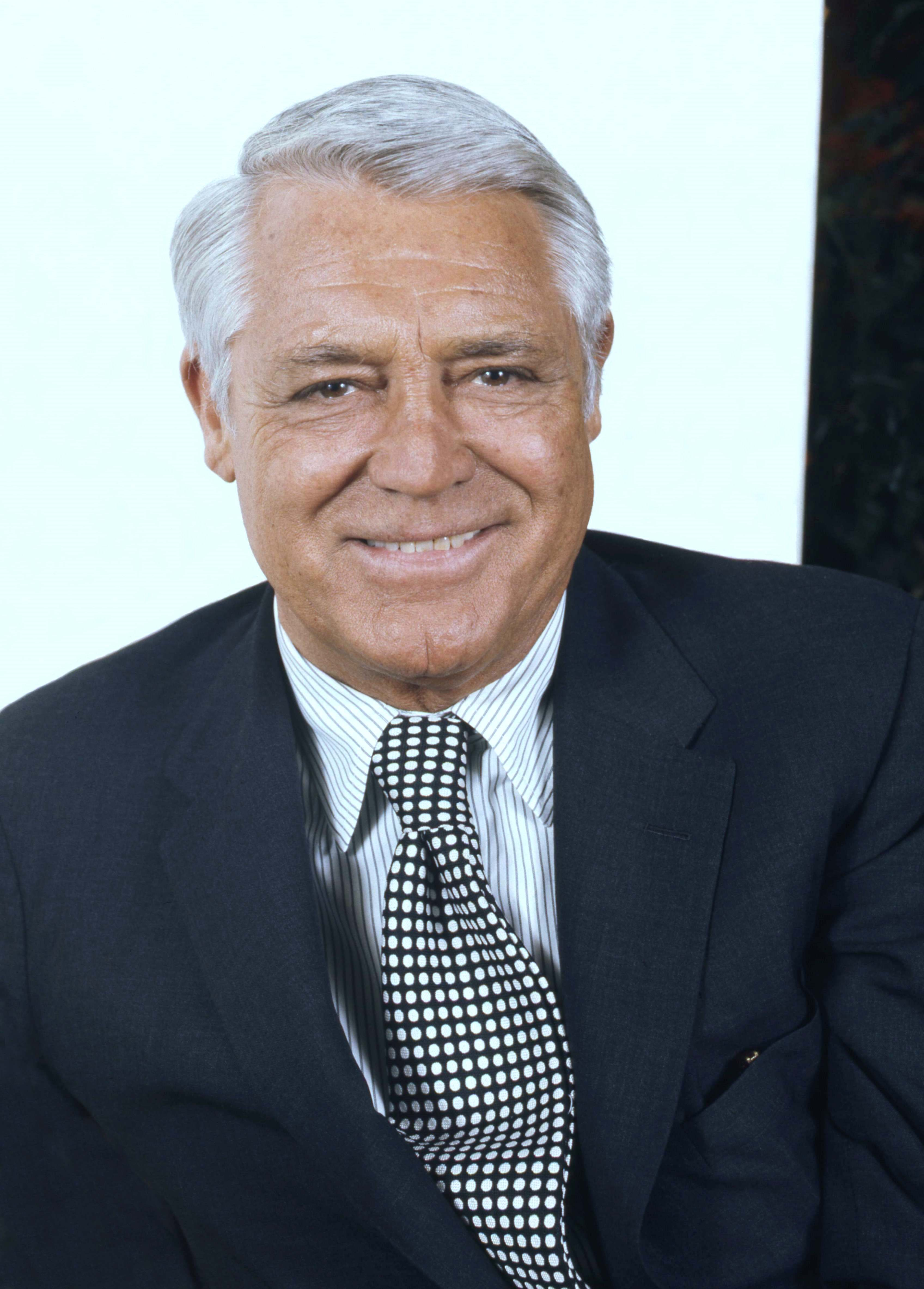
Поздняя фотография Кэри Гранта, сделанная в 1973 году

| Год  |   | Русское название                        | Оригинальное название                | Роль                     |
| ---- | - | --------------------------------------- | ------------------------------------ | ------------------------ |
| 1932 | ф | Белокурая Венера                        | Blonde Venus                         | Ник Таунсенд             |
| 1933 | ф | Алиса в Стране чудес                    | Alice in Wonderland                  | Черепаха Квази           |
| 1933 | ф | Она обошлась с ним нечестно             | She Done Him Wrong                   | капитан Каммингс         |
| 1934 | ф | Принцесса на тридцать дней              | Thirty day princess                  | Портер Мэдисон III       |
| 1936 | ф | Удивительные приключения                | The Amazing Adventure                | Эрнест Блисс             |
| 1936 | ф | Свадебный подарок                       | Wedding Present                      | Чарли                    |
| 1937 | ф | Ужасная правда                          | The Awful Truth                      | Джерри Уорринер          |
| 1937 | ф | Топпер                                  | Topper                               | Джордж Керби             |
| 1937 | ф | Любимец Нью-Йорка                       | The Toast of New York                | Nicholas "Nick" Boyd     |
| 1938 | ф | Праздник                                | Holiday                              | Джон «Джонни» Кэйс       |
| 1938 | ф | Воспитание крошки                       | Bringing Up Baby                     | доктор Дэвид Хаксли      |
| 1939 | ф | Ганга Дин                               | Gunga Din                            | сержант Арчибальд Каттер |
| 1939 | ф | Только у ангелов есть крылья            | Only Angels Have Wings               | Джефф Картер             |
| 1940 | ф | Его девушка Пятница                     | His Girl Friday                      | Уолтер Бернс             |
| 1940 | ф | Филадельфийская история                 | The Philadelphia Story               | Декстер Хэвен            |
| 1941 | ф | Подозрение                              | Suspicion                            | Джонни                   |
| 1941 | ф | Грошовая серенада                       | Penny Serenade                       | Роджер Адамс             |
| 1942 | ф | Однажды в медовый месяц                 | Once Upon a Honeymoon                | Патрик О’Тул             |
| 1942 | ф | Весь город говорит                      | The Talk of the Town                 | Леопольд Дилг            |
| 1943 | ф | Курс на Токио                           | Destination Tokyo                    | командир подлодки        |
| 1944 | ф | Мышьяк и старые кружева                 | Arsenic and old Lace                 | Мортимер Брюстер         |
| 1946 | ф | Дурная слава                            | Notorious                            | Т. Р. Дэвлин             |
| 1947 | ф | Холостяк и девчонка                     | The Bachelor and The Bobby-Soxer     | Дик                      |
| 1947 | ф | Жена епископа                           | The Bishop’s Wife                    | Дадли                    |
| 1948 | ф | Каждая девушка должна выйти замуж       | Every Girl Should Be Married         | доктор Мэдисон Браун     |
| 1948 | ф | Мистер Блэндингз строит дом своей мечты | Mr. Blandings Builds His Dream House | Джим Блэндингз           |
| 1949 | ф | Я был военной невестой                  | I Was a Male War Bride               | капитан Анри Рошар       |
| 1951 | ф | Что скажут люди                         | People Will Talk                     | доктор Ной Преториус     |
| 1952 | ф | Обезьяньи проделки                      | Monkey Business                      | Барнаби Фултон           |
| 1952 | ф | Есть место ещё для одного               | Room for One More                    | Джордж Роуз              |
| 1955 | ф | Поймать вора                            | To Catch A Thief                     | Джон «Кот» Роби          |
| 1953 | ф | Идеальная жена                          | Dream wife                           | Clemson Reade            |
| 1957 | ф | Незабываемый роман                      | An Affair to Remember                | Никки Ферранте           |
| 1957 | ф | Поцелуй их за меня                      | Kiss Them for Me                     | Лейтенант Энди Крюсон    |
| 1957 | ф | Гордость и страсть                      | The Pride and the Passion            | Энтони                   |
| 1958 | ф | Плавучий дом                            | Houseboat                            | адвокат - отец одиночка  |
| 1958 | ф | Милый сэр                               | Indiscreet                           | Филип Адамс              |
| 1959 | ф | К северу через северо-запад             | North by Northwest                   | Роджер Торнхилл          |
| 1959 | ф | Операция «Нижняя юбка»                  | Operation Petticoat                  | Командир Шерман          |
| 1960 | ф | Трава зеленее                           | The Grass Is Greener                 | Виктор                   |
| 1962 | ф | Этот мех норки                          | That Touch of Mink                   | Филип Шейн               |
| 1963 | ф | Шарада                                  | Charade                              | Питер Джошуа             |
| 1964 | ф | Папа Гусь                               | Father Goose                         | Уолтер Кристофер Иклэнд  |
| 1966 | ф | Беги, а не иди                          | Run, Don't Walk                      | Сэр Уильям Ратлэнд       |

## Комментарии
1. ↑  В свидетельстве о рождении его второе имя было записано как «Алек», однако позднее в заявке на натурализацию в 1942 году он использовал более формальное «Александер»[7][8].
2. ↑  Одна из причин, по которой Грант так думал, заключалась в том, что он был обрезан в юности, что было редким явлением за пределами еврейской общины в Англии в то время[14]. В 1948 году он пожертвовал большую сумму денег, чтобы помочь вновь созданному государству Израиль. Как он объяснил, он сделал это «во имя своей умершей еврейской матери»[15]. Он также предполагал, что его красивый внешний вид с каштановыми вьющимися волосами может быть вызван отчасти еврейским происхождением отца[16]. Тем не менее, нет никаких генеалогических доказательств, подтверждающих этот тезис. Грант отверг роль в фильме «Джентльменское соглашение» (в котором главный герой притворяется евреем), потому что считал, что не сможет сыграть его эффективно[17]. Всю свою жизнь он жертвовал большие суммы денег на нужды евреев. В 1939 году он дал Сэму Джаффе сумму в 25 тысяч долларов[14][18].
3. ↑  Уонселл утверждает, что Джон был «болезненным ребенком», который часто болел лихорадкой. У него развилась гангрена на руках после того, как прищемил ноготь большого пальца, в то время как мать держала его. Она не спала ночь за ночью, нянчила его, но доктор настоял, чтобы она немного отдохнула, и он умер ночью, когда она перестала присматривать за ним[11].